# Índice Global de Nomes de Lepidoptera
O Índice Global de Nomes de Lepidoptera (LepIndex) é um banco de dados pesquisável mantido pelo Departamento de Entomologia do Museu de História Natural de Londres .
É baseado em fichas catalográficas e revistas digitalizadas, catálogos nomenclaturais e o Registro Zoológico . Ele contém a maioria dos nomes de Lepidoptera do mundo publicados até 1981 e para alguns grupos está atualizado.
O Índice Global de Nomes de Lepidoptera ou o LepIndex é de livre acesso para e conferência da:
autor que nomeou a espécie de borboleta ou mariposa
onde a descrição original foi publicada
status do nome (nome ou sinônimo válido)

É a principal fonte de nomes de Lepidoptera no Sistema Integrado de Informações Taxonômicas e no Catálogo de Vida . 